# 楊三哥
楊 三哥（よう さんか、ズオン・タム・カー、ベトナム語: Dương Tam Kha、生没年不詳）は、ベトナム呉朝を簒奪した君主。楊主将（よう しゅしょう、Dương Chủ Tướng）、楊紹洪（よう しょうこう、Dương Thiệu Hồng）とも記される。
楊廷芸の子。944年、呉権の死に際してはその子の補佐を託されたが、遺命にそむき自立して平王を称した。950年、呉昌文に捕らえられた。張楊公に降格されて食邑を与えられた。